# 賈尼絲 (密西西比州)
賈尼絲（英語：Janice）是位於美國密西西比州佩里縣的非建制地區。

## 歷史
賈尼絲的郵局於1901年設立，其後於1915年停運。

## 地理
賈尼絲所處的海拔為高於海平面72米（即236英呎），而該地所採用的時區為UTC-6，即北美中部時區（CST）。同時該地設有夏令時間，為UTC-6調快一小時，即UTC-5（CDT）。